# Munatiosz
Munatiosz (2. század) görög filológus

## Élete
Trallészből származott, az úgynevezett „kritikusok” iskolájához tartozott. Leginkább Theokritoszt magyarázta és értelmezte. Művei nem maradtak fenn.